# 未来岁月
《未来岁月》（英語：Years and Years）是一部英国电视连续剧，由英国广播公司、美国HBO、法国Canal+联合制作，于2019年5月14日起在英国英国广播公司一台播出。講述里昂斯一家在15年內所發生的悲歡離合故事。  本剧劇本由拉塞尔·戴维斯（Russell T Davies）進行編寫，并由艾玛·汤普森饰演薇薇安·鲁克，一位直言不讳的名人成为政治人物，其争议性的观点使国家分裂。 其餘角色則由罗里·金尼尔、T'Nia Miller、拉塞尔·托维、杰西卡·海因斯、罗斯·梅德利和安妮·里德飾演。

## 角色
- 艾玛·汤普森 饰演国会议员薇薇安·鲁克，一个有魅力和争议的商人，进而从政。[4]
- 罗里·金尼尔 饰演斯蒂芬·里昂斯，一个财务顾问，与妻子塞莱斯特、两个女儿贝瑟尼和鲁比住在伦敦。 他也是丹尼尔、伊迪丝和罗西的哥哥。[5]
- T'Nia Miller饰演塞莱斯特·比斯密·里昂斯，一名会计师同时也是斯蒂芬的妻子。[6]
- 羅素·托維 饰演丹尼尔·里昂斯，一个同性恋住房官员，居住在曼彻斯特，同时也是露西·斯蒂芬和伊迪丝的哥哥。[7]
- 杰西卡·海因斯 饰演伊迪丝·莱昂斯，一位政治活动家，同时是斯蒂芬、丹尼尔的妹妹和罗西的姐姐。[3]
- 露丝·梅德利饰演罗西·里昂，里昂斯一家最小的妹妹，患有脊柱裂。她是一个单亲母亲，有两个儿子，分别为李和林肯。[8]
- 安妮·里德 饰演穆里尔·迪肯，里昂斯一家兄弟姐妹们的祖母。[3]
- 迪诺·费切尔 饰演拉尔夫·考辛斯，丹尼尔的前夫，是一个小学老师。[9]
- 莉迪亚·韦斯特饰演贝瑟尼·比斯密·里昂斯,斯蒂芬和塞莱斯特的大女儿.[10]
- 杰德·阿莱恩 饰演鲁比·比斯密·里昂斯,斯蒂芬和塞莱斯特的小女儿。[11][12]
- 马克西姆·鲍德里 饰演维克多·格拉耶，乌克兰难民，与丹尼尔有一段浪漫的关系。[13]

## 劇情
故事聚焦于里昂斯一家：丹尼尔将要與拉尔夫結婚，斯蒂芬和塞莱斯特担心他们的孩子们，罗西是在外沾花惹草，伊迪丝多年未回家。 一家之主是专横的祖母穆里尔。他们的生活在2019年一个至关重要的夜晚彻底改变，并且整个剧情会加速进入未来，描述里昂斯一家在未来15年的悲欢离合。

## 播出情況
2018年6月，英国广播公司宣布，罗素·T·戴维斯将会撰写未来岁月劇本。该剧被称为"一个史诗般的戏剧，描绘了一个家庭在15年不稳定的政治、经济和技术进步的環境下的悲欢离合"。同時，表示自己為这此准备了幾乎二十年的時間。
2018年10月，官方宣布艾玛·汤普森將在本劇中饰演德鲁克。 未来岁月曾宣布由安迪·普赖尔主演。 此外，该剧将由西蒙·凯兰·琼斯進行执导。同月，在英國曼彻斯特开拍。
本劇在英国地區由英国广播公司一台播出，美国地區由HBO播出，法国地區則由Canal+播出。

## 在中国大陆的封禁
本剧在中国大陆遭到严重封禁。在微博、百度等常用软件和网页中，相关词条均被完全删除。该剧上线之初，在中国大陆最大的电影评分网站豆瓣达到9.5/10的高分，随后因被封禁而无法搜索到该词条，其他译名如“年年”也遭到屏蔽。该剧遭到严重封禁的原因，或许与该剧剧情涉及中共中央总书记习近平第三次当选国家主席并终身连任、中美贸易战以及中美在南海直接军事冲突有关。